# Asienspiele 2010/Baseball
Im Baseball wurde bei den Asienspielen 2010 in der chinesischen Metropole Guangzhou ein Wettbewerb ausgetragen.
Das Turnier mit acht teilnehmenden Mannschaften fand vom 13. bis zum 19. November statt. Die Spiele wurden alle im Aoti Baseball Field ausgetragen.

## Gruppenphase

### Gruppe A
| Pl | Team                | W | L | Tiebreaker |
| -- | ------------------- | - | - | ---------- |
| 1  | Japan               | 3 | 0 | –          |
| 2  | Volksrepublik China | 2 | 1 | –          |
| 3  | Thailand            | 1 | 2 | –          |
| 4  | Mongolei            | 0 | 3 | –          |

| Team     | 1  | 2 | 3 | 4 | 5 | 6 | 7 | 8 | 9 | R  | H  | E |
| -------- | -- | - | - | - | - | - | - | - | - | -- | -- | - |
| Thailand | 0  | 0 | 0 | 0 | 0 | - | - | - | - | 0  | 0  | 0 |
| Japan    | 10 | 5 | 3 | 0 | X | - | - | - | - | 18 | 20 | 0 |

WP: Takashi Fujita   LP: Kamolphan Kanjanavisut  
| Team                | 1 | 2 | 3 | 4 | 5 | 6 | 7 | 8 | 9 | R  | H  | E |
| ------------------- | - | - | - | - | - | - | - | - | - | -- | -- | - |
| Mongolei            | 0 | 0 | 0 | 0 | 0 | - | - | - | - | 0  | 1  | 4 |
| Volksrepublik China | 4 | 9 | 1 | 0 | 1 | - | - | - | - | 15 | 10 | 0 |

WP: Lü Jiangang   LP: Batboldyn Chatanbaatar  
| Team     | 1 | 2 | 3 | 4  | 5 | 6 | 7 | 8 | 9 | R  | H  | E |
| -------- | - | - | - | -- | - | - | - | - | - | -- | -- | - |
| Mongolei | 0 | 0 | 0 | 0  | 0 | - | - | - | - | 0  | 2  | 4 |
| Thailand | 1 | 5 | 4 | 15 | X | - | - | - | - | 25 | 20 | 1 |

WP: Siraphop Nadee   LP: Tschültemiin Mönchsaichan  
| Team                | 1 | 2 | 3 | 4 | 5 | 6 | 7 | 8 | 9 | R | H | E |
| ------------------- | - | - | - | - | - | - | - | - | - | - | - | - |
| Volksrepublik China | 0 | 0 | 0 | 0 | 0 | 0 | 0 | 0 | 0 | 0 | 8 | 0 |
| Japan               | 0 | 0 | 0 | 0 | 0 | 0 | 0 | 3 | X | 3 | 8 | 0 |

WP: Hirofumi Yamanaka   LP: Li Shuai  
| Team     | 1 | 2  | 3 | 4 | 5 | 6 | 7 | 8 | 9 | R  | H  | E |
| -------- | - | -- | - | - | - | - | - | - | - | -- | -- | - |
| Japan    | 7 | 15 | 0 | 1 | 1 | - | - | - | - | 24 | 21 | 0 |
| Mongolei | 0 | 0  | 0 | 0 | 0 | - | - | - | - | 0  | 0  | 2 |

WP: Yusuke Ishida   LP: Ganbaataryn Schijir  
| Team                | 1 | 2 | 3 | 4 | 5 | 6 | 7 | 8 | 9 | R | H  | E |
| ------------------- | - | - | - | - | - | - | - | - | - | - | -- | - |
| Thailand            | 0 | 0 | 0 | 0 | 0 | 0 | 0 | 0 | 0 | 0 | 5  | 1 |
| Volksrepublik China | 0 | 2 | 3 | 2 | 0 | 0 | 0 | 0 | X | 7 | 12 | 0 |

WP: Bu Tao   LP: Nattapong Meeboonrod  

### Gruppe B
| Pl | Team     | W | L | Tiebreaker |
| -- | -------- | - | - | ---------- |
| 1  | Südkorea | 3 | 0 | –          |
| 2  | Taiwan   | 2 | 1 | –          |
| 3  | Pakistan | 1 | 2 | –          |
| 4  | Hongkong | 0 | 3 | –          |

| Team     | 1 | 2 | 3 | 4 | 5 | 6 | 7 | 8 | 9 | R | H  | E |
| -------- | - | - | - | - | - | - | - | - | - | - | -- | - |
| Pakistan | 0 | 0 | 0 | 0 | 0 | 1 | 1 | 0 | 3 | 5 | 11 | 1 |
| Hongkong | 0 | 0 | 1 | 0 | 2 | 0 | 0 | 0 | 0 | 3 | 5  | 4 |

WP: Ihsanullah   LP: Leung Yu Chung  
| Team                    | 1 | 2 | 3 | 4 | 5 | 6 | 7 | 8 | 9 | R | H  | E |
| ----------------------- | - | - | - | - | - | - | - | - | - | - | -- | - |
| Republik China (Taiwan) | 0 | 0 | 0 | 0 | 0 | 1 | 0 | 0 | 0 | 1 | 7  | 1 |
| Südkorea                | 2 | 0 | 2 | 0 | 0 | 2 | 0 | 0 | X | 6 | 10 | 0 |

WP: Ryu Hyun-jin   LP: Lin Yi-hao  
| Team                    | 1 | 2 | 3 | 4 | 5 | 6 | 7 | 8 | 9 | R  | H  | E |
| ----------------------- | - | - | - | - | - | - | - | - | - | -- | -- | - |
| Pakistan                | 0 | 0 | 0 | 0 | 0 | 0 | 0 | 1 | - | 1  | 4  | 7 |
| Republik China (Taiwan) | 0 | 1 | 2 | 3 | 0 | 3 | 0 | 2 | - | 11 | 12 | 0 |

WP: Pan Wei-lun   LP: Muhammad Asif  
| Team     | 1 | 2 | 3 | 4 | 5 | 6 | 7 | 8 | 9 | R  | H  | E |
| -------- | - | - | - | - | - | - | - | - | - | -- | -- | - |
| Hongkong | 0 | 0 | 0 | 0 | 0 | 0 | - | - | - | 0  | 3  | 2 |
| Südkorea | 0 | 3 | 0 | 2 | 4 | 6 | - | - | - | 15 | 12 | 0 |

WP: Im Tae-hoon   LP: Duncan Chau  
| Team                    | 1 | 2 | 3 | 4 | 5 | 6 | 7 | 8 | 9 | R  | H  | E |
| ----------------------- | - | - | - | - | - | - | - | - | - | -- | -- | - |
| Hongkong                | 0 | 0 | 0 | 0 | 0 | - | - | - | - | 0  | 4  | 1 |
| Republik China (Taiwan) | 3 | 3 | 4 | 6 | X | - | - | - | - | 16 | 11 | 0 |

WP: Lin Ying-chieh   LP: Kenneth Chiu  
| Team     | 1 | 2 | 3 | 4 | 5 | 6 | 7 | 8 | 9 | R  | H  | E |
| -------- | - | - | - | - | - | - | - | - | - | -- | -- | - |
| Südkorea | 3 | 4 | 1 | 0 | 9 | - | - | - | - | 17 | 15 | 1 |
| Pakistan | 0 | 0 | 0 | 0 | 0 | - | - | - | - | 0  | 2  | 4 |

WP: Kim Myung-sung   LP: Saleem Haider  

## Finalrunde

### Halbfinale
| Team                | 1 | 2 | 3 | 4 | 5 | 6 | 7 | 8 | 9 | R | H  | E |
| ------------------- | - | - | - | - | - | - | - | - | - | - | -- | - |
| Volksrepublik China | 0 | 0 | 1 | 0 | 0 | 0 | 0 | 0 | 0 | 1 | 4  | 1 |
| Südkorea            | 0 | 2 | 1 | 0 | 3 | 0 | 1 | 0 | X | 7 | 10 | 0 |

WP: Yang Hyeon-jong   LP: Lü Jiangang  
| Team                    | 1 | 2 | 3 | 4 | 5 | 6 | 7 | 8 | 9 | 10 | R | H  | E |
| ----------------------- | - | - | - | - | - | - | - | - | - | -- | - | -- | - |
| Republik China (Taiwan) | 0 | 0 | 0 | 2 | 0 | 1 | 0 | 0 | 0 | 1  | 4 | 11 | 1 |
| Japan                   | 0 | 0 | 0 | 0 | 0 | 0 | 0 | 0 | 3 | 0  | 3 | 7  | 0 |

WP: Yang Yao-hsun   LP: Atsushi Kobayashi  

### Spiel um Platz 3
| Team                | 1 | 2 | 3 | 4 | 5 | 6 | 7 | 8 | 9 | R | H | E |
| ------------------- | - | - | - | - | - | - | - | - | - | - | - | - |
| Volksrepublik China | 0 | 0 | 0 | 0 | 2 | 0 | 0 | 0 | 0 | 2 | 8 | 0 |
| Japan               | 5 | 1 | 0 | 0 | 0 | 0 | 0 | 0 | X | 6 | 9 | 0 |

WP: Kota Suda   LP: Wang Pei  

### Finale
| Team                    | 1 | 2 | 3 | 4 | 5 | 6 | 7 | 8 | 9 | R | H  | E |
| ----------------------- | - | - | - | - | - | - | - | - | - | - | -- | - |
| Südkorea                | 1 | 1 | 4 | 0 | 0 | 0 | 1 | 0 | 2 | 9 | 17 | 2 |
| Republik China (Taiwan) | 1 | 0 | 0 | 2 | 0 | 0 | 0 | 0 | 0 | 3 | 8  | 1 |

WP: Yoon Suk-min   LP: Pan Wei-lun  

## Medaillengewinner
| Platz | Land     | Spieler |
| ----- | -------- | --- |
| 1     | Südkorea | An Ji-man, Cho Dong-chan, Jeong Keun-woo, Kim Kang-min, Lee Dae-ho, Son Si-hyun, Choi Jeong, Lee Yong-kyu, Kang Jung-ho, Choo Shin-soo, Chong Tae-hyon, Park Kyung-oan, Kim Myung-sung, Yoon Suk-min, Im Tae-hoon, Ko Chang-sung, Lee Jong-wook, Song Eun-bum, Kang Min-ho, Kim Hyun-soo, Bong Jung-keun, Kim Tae-kyun, Yang Hyeon-jong, Ryu Hyun-jin                       |
| 2     | Taiwan   | Hu Chin-lung, Lee Bing-Yen, Lin Yi-chuan, Chen Yung-chi, Lin Ying-chieh, Lo Ching-lung, Pan Wei-lun, Hsiao Yi-chieh, Lin Kun-sheng, Kuo Yen-wen, Peng Cheng-min, Lin Che-hsuan, Lo Kuo-hui, Chen Chun-hsiu, Lin Chih-sheng, Kao Chih-kang, Yang Chien-fu, Chen Kuan-yu, Chang Tai-shan, Chang Chien-ming, Yang Yao-hsun, Lin Yi-hao, Huang Chih-lung, Chen Hung-wen         |
| 3     | Japan    | Mitsugu Kitamichi, Yusuke Ueda, Takuya Hashimoto, Ken Kume, Tomohisa Iwashita, Yuichi Tabata, Sho Ueno, Keiji Ikebe, Kenichi Yokoyama, Hidenori Watanabe, Yusuke Ishida, Takashi Fujita, Hirofumi Yamanaka, Koichi Kotaka, Kota Suda, Daiki Enokida, Manabu Mima, Atsushi Kobayashi, Yasuyuki Saigo, Ryo Saeki, Nariaki Kawasaki, Toshiyuki Hayashi, Hayata Ito, Tsugio Abe |